# Catedral metropolitana de Santa Ana (Caracas)
La Catedral Metropolitana de Santa Ana o Catedral de Caracas es el templo principal, por su historia y ubicación, de la ciudad de Caracas y sede la Arquidiócesis de Caracas. Está ubicada en el centro histórico de la ciudad, en la Parroquia Catedral del Municipio Libertador, junto a la reconocida Plaza Bolívar de Caracas.

## Historia
La fundación de Caracas, realizada por el capitán Diego de Losada en 1567 incluía, desde un inicio, la ubicación de esta iglesia y una plaza, lo cual constituye el eje central desde donde se proyectaron las diversas calles y parcelas de la naciente población y que puede verse en el primer plano de Caracas realizado por el gobernador Juan de Pimentel en 1578.  

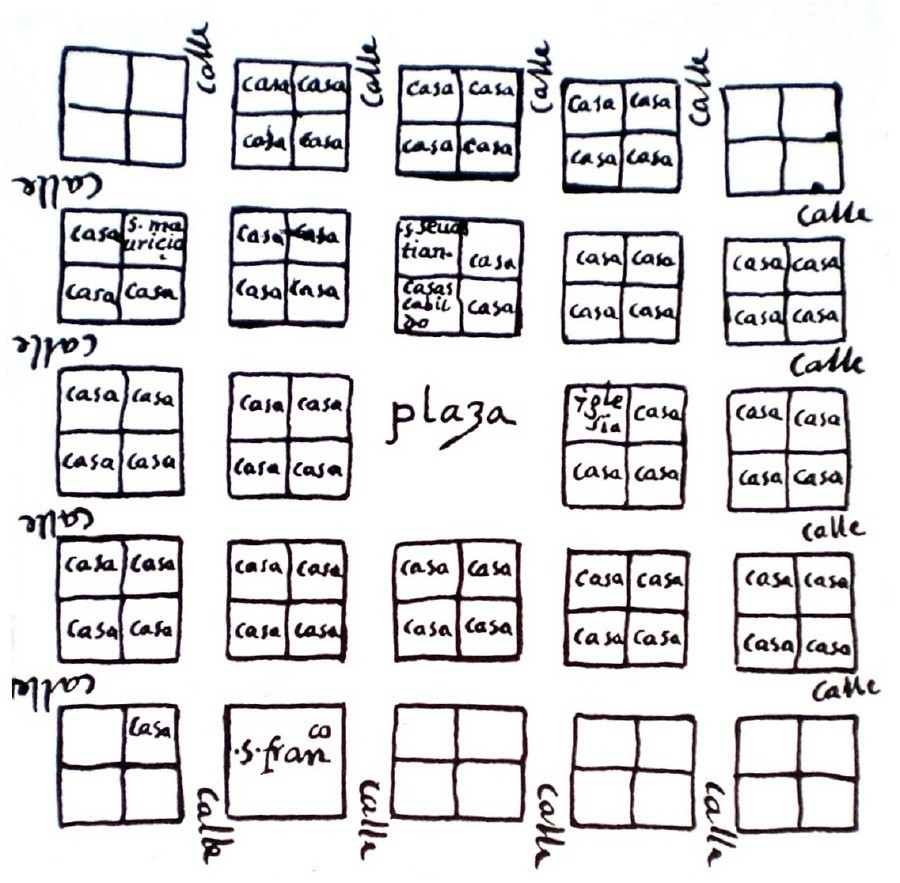
Plano de Pimentel, 1578.

En cuanto a sus funciones religiosas, inicialmente cumplía las correspondientes a su papel como Iglesia Mayor de Caracas, pero en 1637 el obispado fue trasladado de la ciudad de Coro a Caracas y la iglesia fue elevada a Catedral.  En 1803 se convirtió en sede de la Arquidiócesis de Caracas.  
Su valor histórico radica no sólo en su antigüedad sino que, por situarse en el corazón de la ciudad ha sido testigo de innumerables hechos históricos, como el ataque de los piratas ingleses liderados por Amyas Preston en 1595 –cuando la iglesia fue incendiada– o el inicio del movimiento independentista de Venezuela el 19 de abril de 1810 con el desconocimiento de Vicente Emparan como gobernador de la Capitanía General de Venezuela. También fue en este lugar donde reposaron los restos de Simón Bolívar desde 1842 hasta 1876, antes de ser trasladados al Panteón Nacional. 

## Arquitectura
A diferencia de provincias como Perú o Nueva España, que experimentaron un rápido desarrollo constructivo, en Venezuela se realizó una arquitectura más modesta. Esto se aprecia actualmente en la Catedral la cual, a pesar de haber sufrido importantes transformaciones a lo largo de sus más de cuatrocientos cincuenta años de historia, conserva rasgos de esta sobriedad inicial. 

Durante el siglo XVI, la primera iglesia fue construida con materiales poco duraderos como paja, madera y barro, que progresivamente fueron cambiando por otros con mayor durabilidad. Se tiene noticias de que cuando el obispado se mudó de la ciudad de Coro a Caracas la iglesia ya tenía tres naves y que éstas fueron destruidas el 11 de junio de 1641 en el terremoto de San Bernabé. Por esta razón, en 1665 se contrata al maestro y alarife Juan de Medina para demoler la iglesia y construir otra nueva. Es con este constructor que la edificación adquiere unas dimensiones similares a las que tiene en la actualidad. Para 1669 la torre del campanario y la fachada ya estaban encaladas. Los trabajos continuaron durante todo el siglo XVIII. Se conoce que para 1693 la iglesia ya cuenta con una longitud de 51 metros, tiene una planta basilical de tres naves con arcos y techumbre de alfarje de par y nudillo. En esta construcción se tomaron las previsiones que permitirían su ampliación a cinco naves en el futuro. 

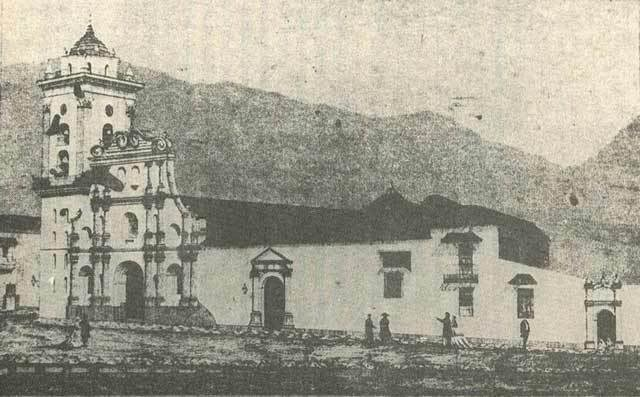
Catedral de Caracas, en 1867.

Para 1720 la iglesia ya contaba con cinco naves y cuatro capillas laterales, sin embargo, en 1766 otro terremoto derribó parte de la Catedral. En 1771 termina la reconstrucción de la fachada realizada por Francisco Andrés de Meneses y en 1799 se tienen noticias de que ya están reparados los daños de la estructura y se realizan mejoras en su interior. El 26 de marzo de 1812 se produjo otro terremoto que destruyó gran parte de la Catedral, por lo que posteriormente se reconstruyó emulando la construcción original, pero sufrió importantes cambios en su ornamentación interior.  En 1866 el arzobispo Silvestre Guevara y Lira inició una reforma que, entre otras cosas, cambió los pisos y la ubicación de la sacristía a su espacio actual. En 1933 se realizó una nueva restauración a cargo del ingeniero Gustavo Wallis que modificó su carácter colonial, ya que se eliminó el techo original de madera y se instaló una platabanda a dos aguas.

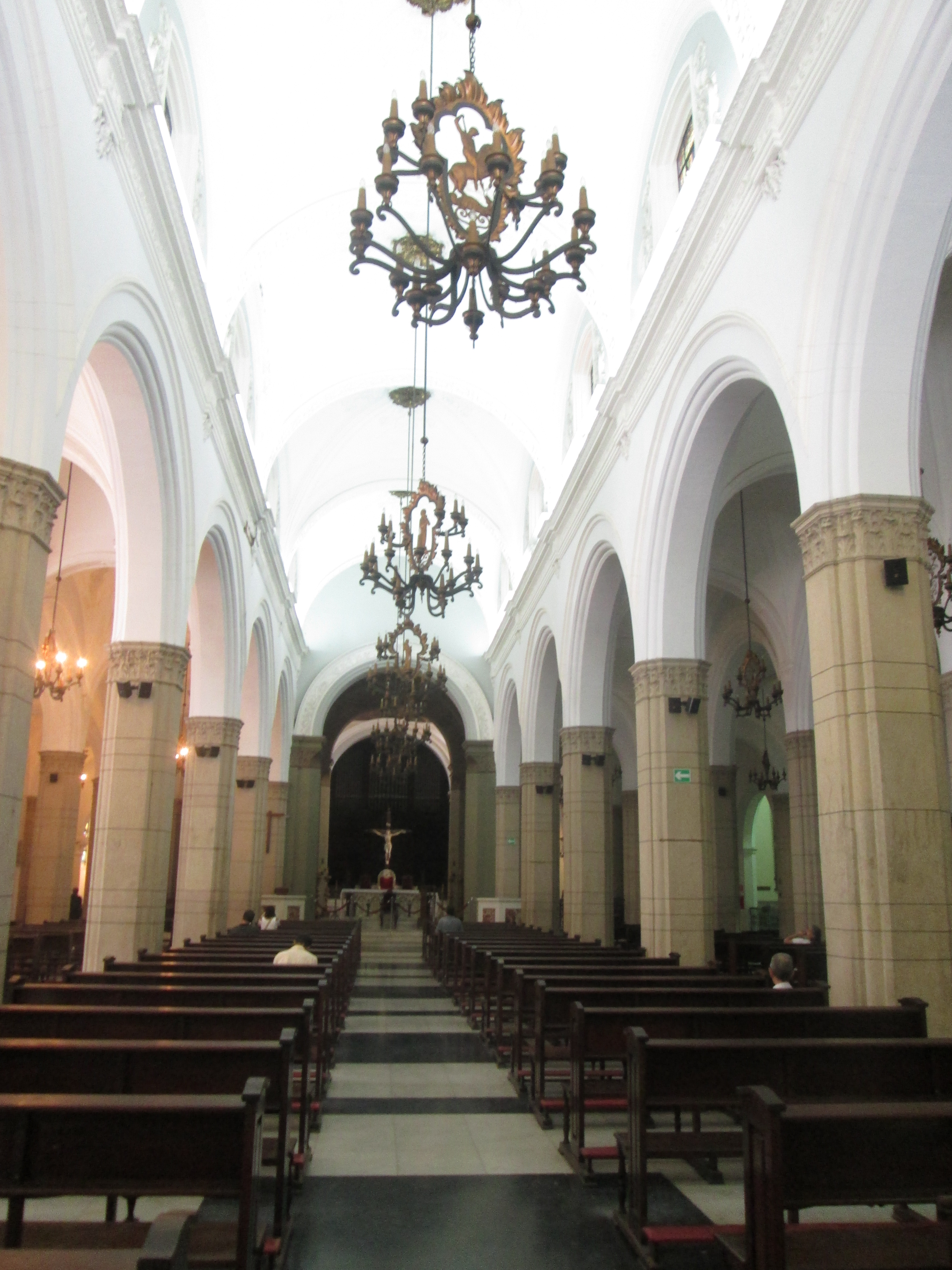
Interior de la Catedral de Caracas.

Desde el punto de vista arquitectónico, en la actualidad podemos describir la Catedral de Caracas como una edificación de planta basilical de cinco naves: una nave central más alta con claristorios que ayudan a la iluminación, dos naves menores a cada lado y una cúpula sobre el altar mayor. En su interior encontramos cuatro hileras de columnas ochavadas y arcos de medio punto con columnas de capitel compuesto. En su fachada norte tiene 10 ventanas decoradas por vitrales que permiten la iluminación, así como dos entradas adicionales a la principal. En la zona sur tiene ocho capillas laterales: la Capilla de Nuestra Señora del Pilar de Zaragoza, la Capilla de San Joaquín, la Capilla de San Nicolás de Bari, la Capilla de Nuestra Señora del Pópulo, la Capilla del Santísimo Sacramento, la Capilla de la Santísima Trinidad –perteneciente a la familia Bolívar–, la Capilla del Santo Sepulcro y la Capilla de Santiago Apóstol. Anteriormente, en la parte sur de la Iglesia se encontraba el cementerio y la cárcel eclesiástica en lo que hoy en día es el Museo Sacro. Orientada hacia el este, la fachada principal de tipo retablo se caracteriza por una sobriedad que recuerda otras iglesias construidas durante el barroco en Venezuela como son la iglesia de La Asunción en la isla de Margarita (1571) y la iglesia de Santa Ana de Coro (1583). Su estilo neoclásico tiene un elemento barroco presente en las volutas de la parte superior. La torre campanario por mucho tiempo fue la construcción más alta de la ciudad. Ésta es de cuatro cuerpos y cuenta con un juego de campanas, un reloj del siglo XIX y está rematada con una escultura en bronce titulada La fe, del artista Juan Pedro López, realizada en 1768 y fundida por Luis Antonio de Toledo en 1769.

## Música y artes plásticas
La Iglesia, como institución central en la vida colonial, desempeñó un papel protagónico en el desarrollo de las artes, tanto en lo plástico como en lo musical. Se tiene noticias de la presencia del organista Melchor Quinttela en fechas tan tempranas como 1591 y para 1640 –luego de ser declarada Catedral– se creó una escuela de canto y se designó un lugar específico para el coro detrás de la mampara ubicada cerca de la entrada, que tiempo después adquirirá un carácter más solemne con la construcción de una tribuna –sillería especial para este fin– que se realizó en la reconstrucción que realizó el alarife Juan de Medina en el siglo XVII. Posteriormente, en 1866, la remodelación realizada por el arzobispo Silvestre Guevara y Lira, alegando que quitaba espacio a la feligresía, reubicó el coro tras el altar y removió la tribuna. 
Para 1671 la actividad musical de la Catedral se había incrementado tanto que se contrató al primer Maestro de Capilla, el padre Gonzalo Cordero, a quien le sucedieron importantes músicos entre los que encontraremos –en el siglo XIX– a José Ángel Lamas, autor del Popule Meus (1801), una de las piezas musicales del período colonial más conocidas y que se sigue interpretando en la actualidad.
En el aspecto artístico podemos destacar los diversos retablos realizados en madera tallada y dorada. A pesar de que en la reforma realizada por el arzobispo Silvestre Guevara y Lira en 1866 el retablo del altar mayor fue removido, todavía se conservan algunos retablos en la Capilla de San Nicolás de Bari, la Capilla de Nuestra Señora del Pópulo, la Capilla de la Santísima Trinidad, la Capilla del Santo Sepulcro, la Capilla de San Joaquín y la Capilla de San Pedro que muestran el trabajo que realizaban los talladores, escultores y doradores del barroco venezolano. La Catedral también alberga otras obras de arte de notable valor histórico y artístico como La coronación de la Virgen de 1747  y La Ascensión de José Lorenzo Zurita; Santa Rosalía (1756), Humildad y paciencia y El martirio de San Bernabé (1756) de Juan Pedro López; o  La última cena (1898), obra inconclusa de Arturo Michelena.